# Алексеев, Иван Александрович (футболист)
Иван Александрович Алексеев (29 июня 2001, Санкт-Петербург) — российский футболист, полузащитник клуба «Родина», выступающий на правах аренды за кипрский «Акритас Хлоракас».

## Биография
Воспитанник академии ФК «Зенит» и ДЮСШ «Коломяги». В 2019 году выступал за любительский клуб «Алгоритм» на первенство Санкт-Петербурга. Позднее в том же году стал игроком тульского «Арсенала», за молодёжный состав которого провёл 7 матчей в первенстве России. В феврале 2020 года перешёл в петербургскую «Звезду», но в связи с пандемией COVID-19 дебют игрока в новом клубе состоялся только в августе. Всего в составе «Звезды» сыграл 14 матчей и забил 1 гол во второй лиге. 31 декабря 2020 года Алексеев подписал контракт с клубом «Родина». На сайте «Звезды» этот трансфер был назван первой продажей футболиста в истории клуба. За фарм-клуб «Родины» игрок провёл 4 матча в любительской лиге, но за основной состав не выступал. В сентябре 2021 года был арендован кипрским клубом второго дивизиона «Акритас Хлоракас», с которым по итогам сезона 2021/22 добился выхода в высшую лигу. Летом 2022 года арендное соглашение было продлено и 9 октября Алексеев дебютировал в высшей лиге Кипра в матче с «Олимпиакосом», в котором вышел на замену после перерыва.